# 蒙彼利埃圣母圣殿

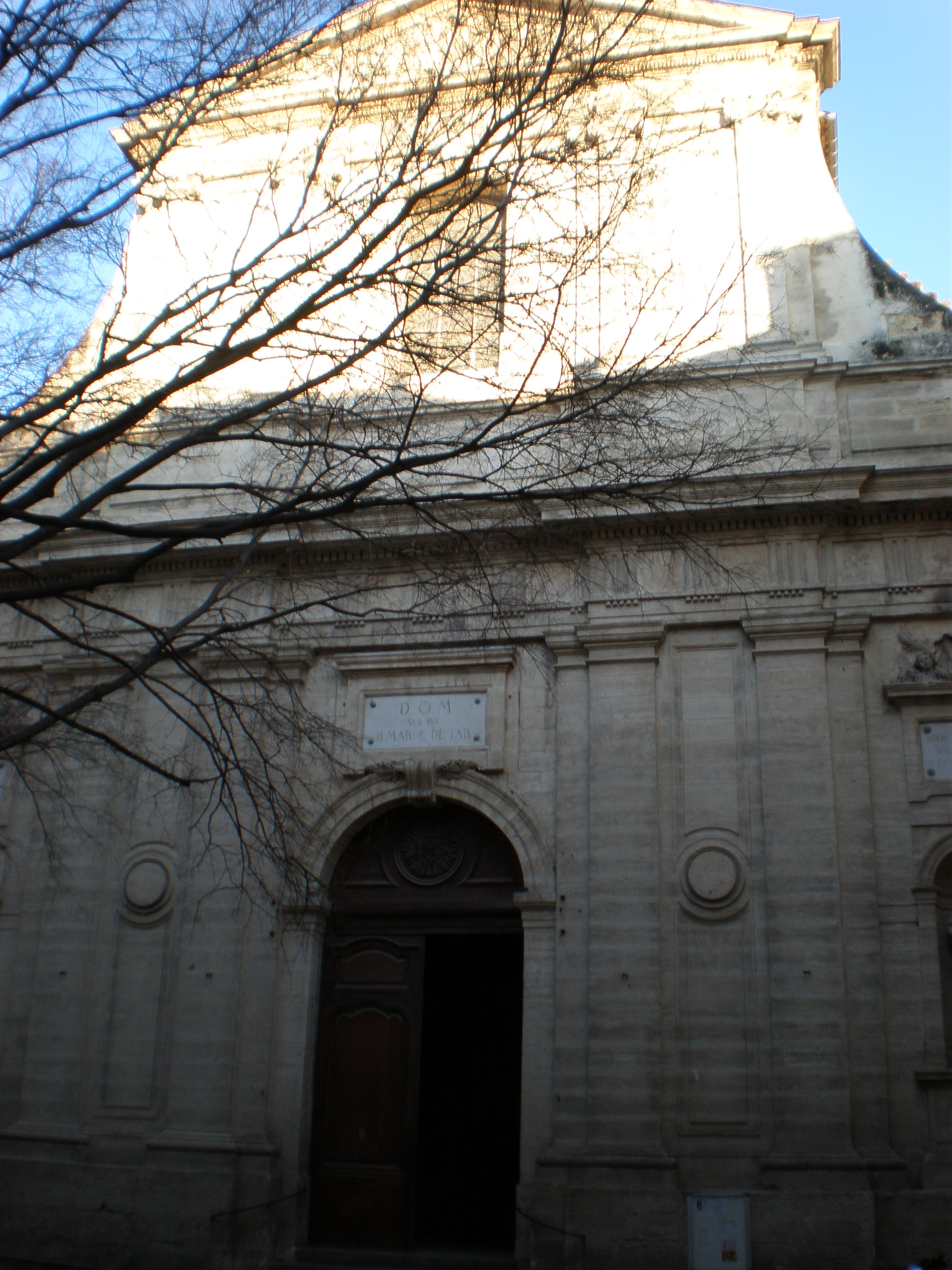
蒙彼利埃圣母圣殿的立面

蒙彼利埃圣母圣殿 （Notre Dame des Tables）得名于12世纪蒙彼利埃的兑换商，位于法国奥克西塔尼大区埃罗省蒙彼利埃老村庄的心脏，817年由主教里库因祝圣。
16世纪末，由于法国宗教战争被摧毁，后来成为朝圣者去圣地亚哥德孔波斯特拉祈祷途中的一个休息站。现在，在地下室设有关于蒙彼利埃历史的展览。在瓦伦内斯公馆（Hotel de Varennes）拥有这座巴洛克式教堂的 sacred chapters 。